# Quandoque bonus dormitat Homerus
Quandoque bonus dormitat Homerus es una locución latina que significa "De vez en cuando incluso el gran Homero se despista". Otras versiones de la misma locución rezan Interdum dormitat bonus Homerus y quandoquidem dormitat Homerus, ambas con el mismo significado general.
La frase aparece en Horacio, en el verso 359 de su Poética, para indicar que a veces incluso el mejor poeta de todos, Homero, puede haber cometido errores. Horacio se refiere en particular a las contradicciones que aparecen entre pasajes distantes de los poemas homéricos.
Hoy la expresión se usa normalmente para indicar la posibilidad de que las personas famosas o geniales cometan errores; por ejemplo, cuando un autor publica un nuevo texto que no está a la altura de su obra anterior.